# カリフォルニア・メモリアル・スタジアム
カリフォルニア・メモリアル・スタジアム(California Memorial Stadium)はカリフォルニア大学バークレー校のキャンパスにある屋外フットボールスタジアムである。パシフィック12カンファレンスのカル・ゴールデンベアーズのホームコートでもある。1923年にオープンし、71,799人分の収容が2010年までは可能であったが、2012年のリフォーム以降は63,186席となった。 北カリフォルニアでは座席数最大のスタジアムであり、2006年にアメリカ合衆国国家歴史登録財に登録されている。
毎年恒例のライバル校スタンフォード大学と行われるBig Gameにも使用されている。

## その他

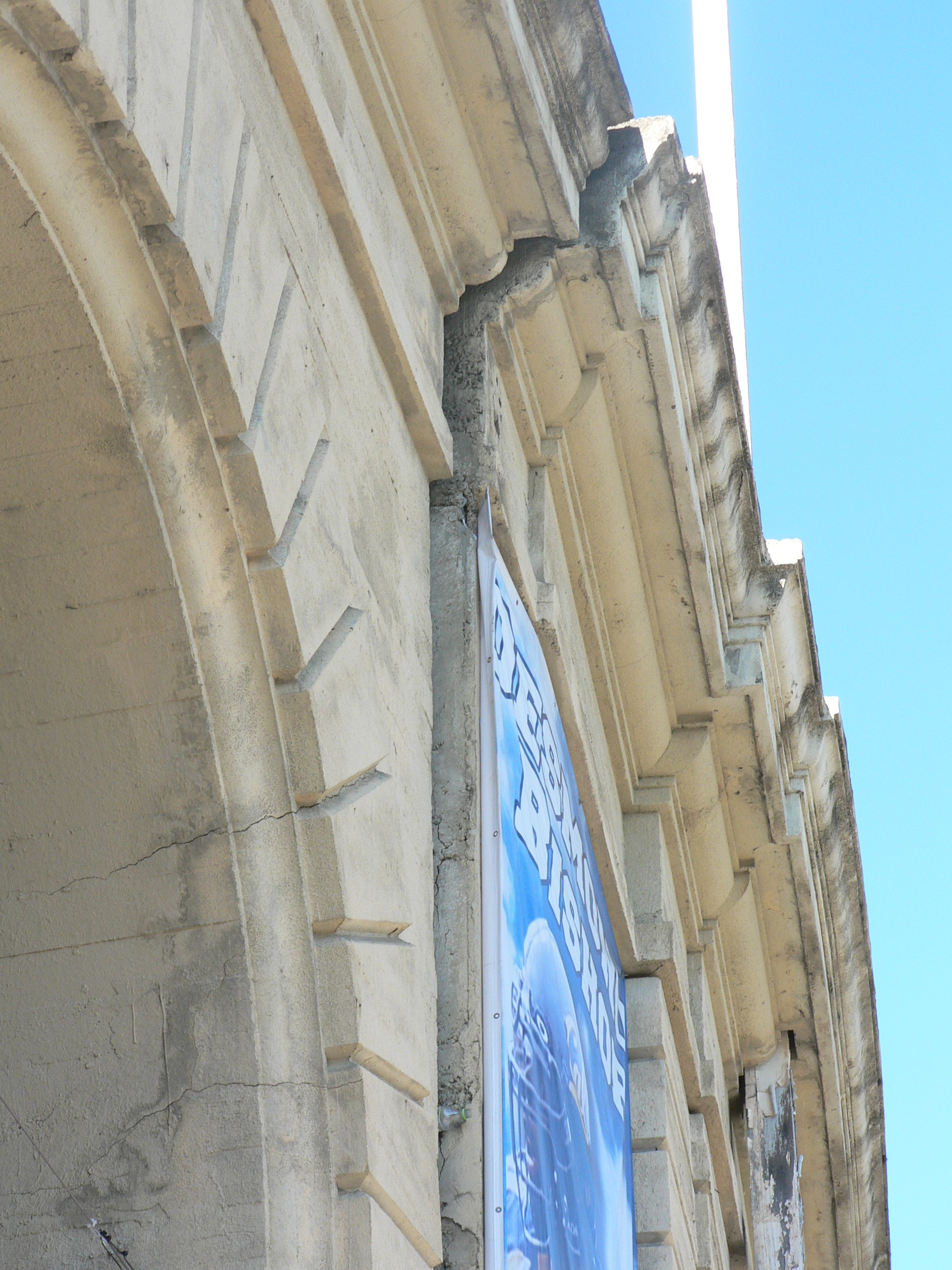

クリープ断層であるヘイワード断層が通っていることにより、壁のひび割れの左右のずれが、徐々に広くなっている箇所がある。